# Traboule

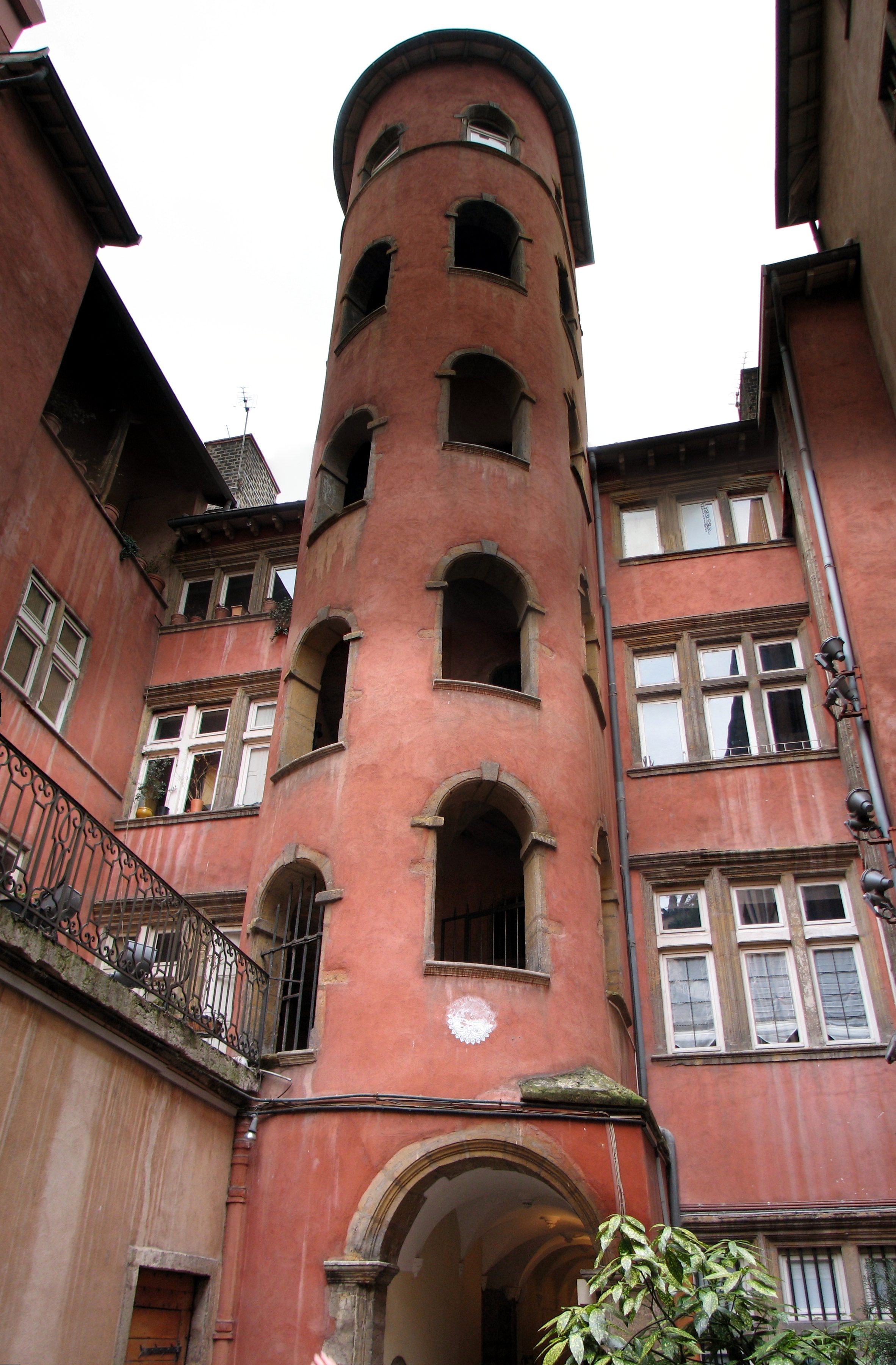
La Tour Rose dans le Vieux-Lyon.

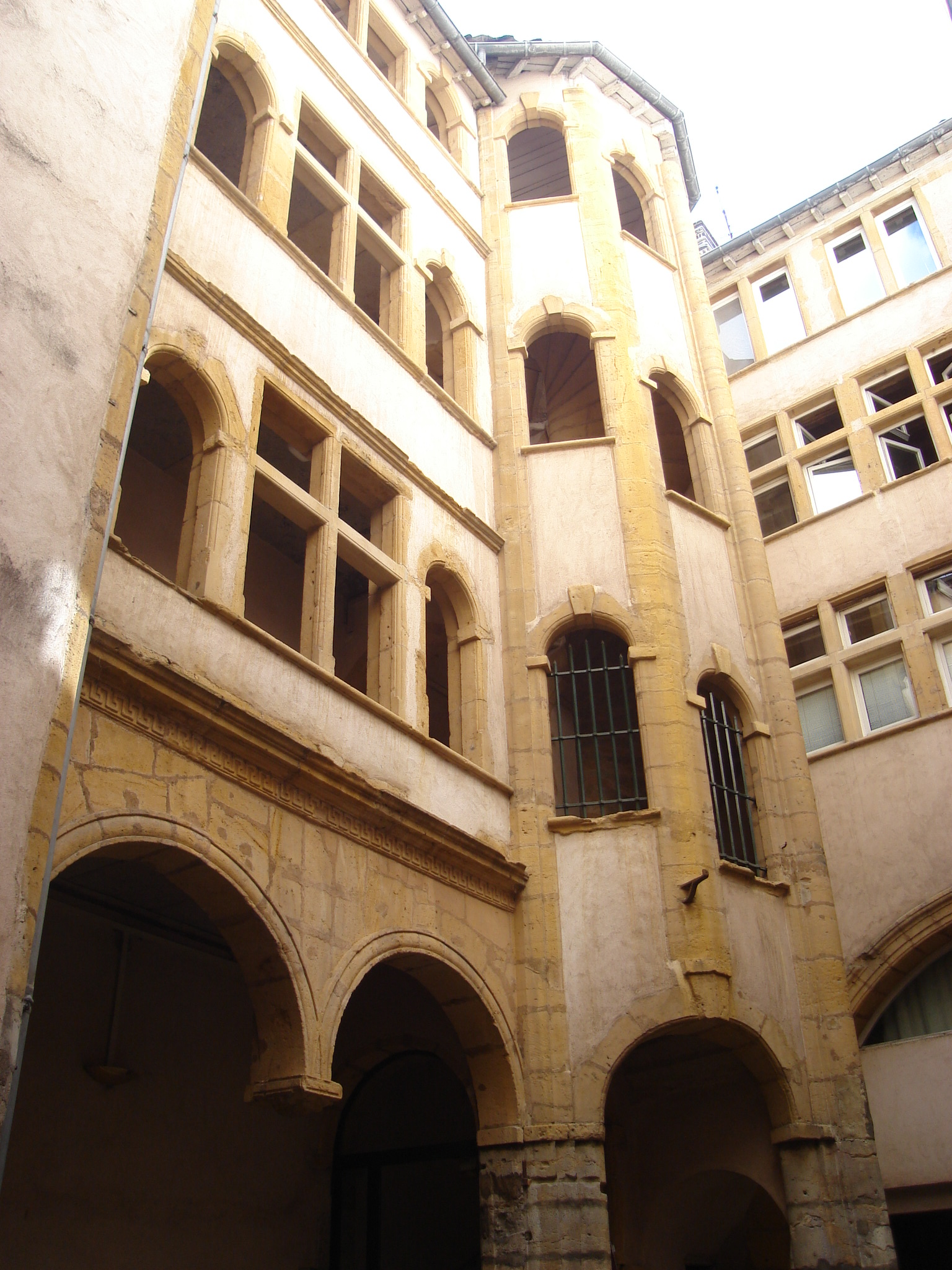
Une traboule typique.

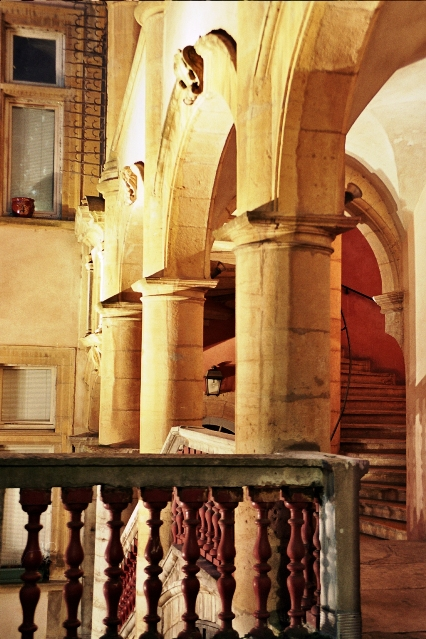
Une traboule à Saint-Paul.

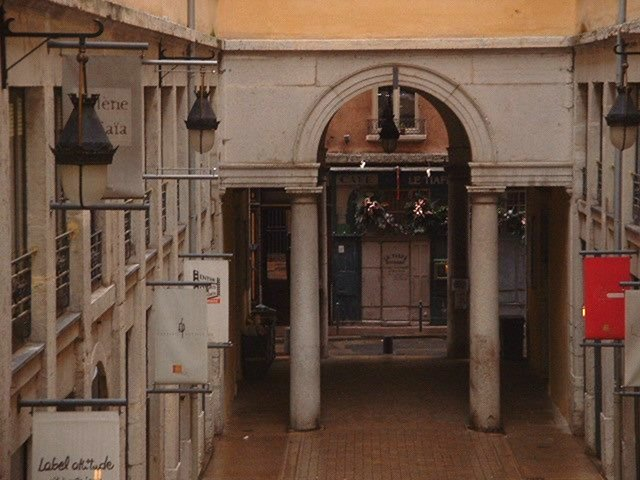
Le passage Thiaffait à la Croix-Rousse.

Les traboules sont des passages piétons à travers des cours d'immeuble qui permettent de se rendre d'une rue à une autre dans certaines villes françaises. Les plus connues sont à Lyon. Mais elles se trouvent aussi à Villefranche-sur-Saône, Mâcon, Chambéry, Saint-Étienne, Louhans, Chalon-sur-Saône, Grenoble,  Vienne, Tournus ou encore Lavoûte-Chilhac.
Celles de Lyon sont aussi surnommées « Les Rémoulades ».
Il en existe de plusieurs types :
- traboule directe : on voit la sortie dès l'entrée ;
- traboule en angle : traversant deux ou plusieurs bâtiments à l'angle de deux rues ;
- traboule rayonnante : une cour au cœur d'un îlot d'habitations comportant plusieurs accès ;
- traboules à détours.

Certaines comportent des escaliers car elles relient des rues ayant un fort dénivelé, d'autres cumulent ces différentes caractéristiques.

## Étymologie
Le mot traboule, d’origine lyonnaise, est le déverbal de trabouler, qui ne se trouvait initialement que dans la locution « allée qui traboule », variante de « allée qui traverse ».
Selon un postulat très répandu et couramment imputé à l’archéologue Amable Audin (1899-1990), trabouler serait issu d’un verbe trabulare, contraction en latin vulgaire d’un hypothétique transambulare, composé de trans- (« à travers ») et ambulare (« se promener »). Cependant, cette hypothèse, que n’envisage pas le Trésor de la langue française, n’est pas non plus retenue par le Dictionnaire des régionalismes de France, pour lequel trabouler est simplement d’« origine obscure ». Le linguiste Xavier Gouvert l’estime invraisemblable pour des raisons phonétiques.
Pour Xavier Gouvert, il s’agirait d’une création lexicale de type argotique résultant d’un croisement entre traverser et débouler (dérivé de bouler, « tomber en roulant »), qui renverrait à un sens primitif « traverser en descendant » explicable par le contexte topographique présumé de son apparition (les traboules descendant des pentes de la Croix-Rousse).
La première trace écrite de « allée qui traboule » remonte à 1875, mais l’« ancien patois lyonnais » auquel elle se réfère suggère que l’usage de ce verbe pourrait être sensiblement antérieur :

« La rue Saint-Dominique — ouverte en 1562 par le fameux baron des Adrets, lors de l’occupation de Lyon par les Protestants — n’a eu longtemps d’autre débouché sur la place des Célestins qu’un petit passage obscur, une allée de traverse ou, comme disait l’ancien patois lyonnais, « une allée qui traboule ». Cette allée était reliée à la place des Célestins par la rue Saint-Louis, rue fort peu connue, qui va de la rue Pazzi à la rue d’Amboise. »

Traboule est une expression lyonnaise étendue notamment au parler stéphanois. On utilise également le verbe « trabouler » pour signifier se déplacer dans un dédale.
On dit aussi « allée » tout court. Des passages similaires existent aussi à Chambéry[réf. nécessaire], où ils peuvent également être dénommés passages ou allées, même si le terme traboule reste sans doute le plus utilisé de façon populaire.

## Localisation
À Lyon, on dénombre environ 500 traboules. Elles se situent majoritairement dans les quartiers du Vieux Lyon (215 cours et traboules recensées), de la Croix-Rousse (163 cours et traboules recensées sur les pentes) et de la Presqu'île (130 cours et traboules).
À Saint-Étienne le réseau - probablement plus restreint qu’à Lyon - a été largement détérioré par l'aménagement des espaces privés. Aujourd'hui deux quartiers historiques, Saint Jacques et le Crêt de Roc, possèdent leurs traboules[réf. nécessaire]. Le modèle fut repris jusqu'au XIXe siècle lors de l'aménagement des immeubles à cour (recettes) du centre-ville afin d'assurer la circulation entre les îlots.

### Vieux Lyon(Saint-Jean)
Les traboules de ce quartier datent de la Renaissance. Elles ont été construites suivant le modèle du patio romain, avec ses galeries et le puits dans la cour.

### Croix-Rousse
À la Croix-Rousse, les traboules sont plus récentes puisque issues de la construction des immeubles des ouvriers de la soie (les canuts), au XIXe siècle.
Les traboules permettent également, depuis les « pentes », de gagner rapidement la Presqu'île en ligne droite, via des raccourcis. Ainsi, un grand nombre de traboules permettent d'accéder à la montée de la Grande Côte.
C'est dans ce quartier que se trouve une des plus célèbres traboules, la Cour des Voraces, considérée comme lieu de mémoire (révolte des Canuts, Résistance, etc.). Mais également le remarquable Passage Thiaffait, devenu une vitrine commerciale du savoir-faire lyonnais en matière de création.

## Utilité
On pense[Qui ?] que les premières traboules ont été construites au IVe siècle[réf. nécessaire]. Les habitants de Lugdunum manquant d'eau, ils se sont installés au bord de la Saône (dans la « ville basse », au pied de la colline de Fourvière). Les traboules servaient alors à rejoindre rapidement la Saône[réf. nécessaire]. En outre, les traboules servaient aussi aux canuts, installés sur la colline de la Croix-Rousse pour rejoindre rapidement les marchands de tissus installés au bas de la colline.
De nos jours, les traboules se visitent, une quarantaine étant gratuitement ouvertes au public dans le cadre d'accords passés entre la commune et les particuliers. La ville de Lyon participe aux charges d'entretien, de nettoyage d'éclairage et à hauteur de 70 % aux travaux de restauration soumis par les propriétaires en échange d'une servitude de passage car ces lieux, la plupart du temps, demeurent privés.

## Rôles historiques
Ces chemins de traverse sont l'outil idéal pour se déplacer dans la ville à l'abri des autorités, souvent ignorantes de leur configuration exacte. Jusqu'à l'invention du digicode, elles ont servi d'abri et de chemin pour les mouvements populaires, par exemple :
- Les traboules ont été utilisées par les canuts lors de leur révolte (voir l'article sur la Révolte des Canuts)[réf. nécessaire][7].
- Elles ont également été utilisées par les résistants lors de la Seconde Guerre mondiale[réf. nécessaire][9].

## Photographies (traboules lyonnaises)

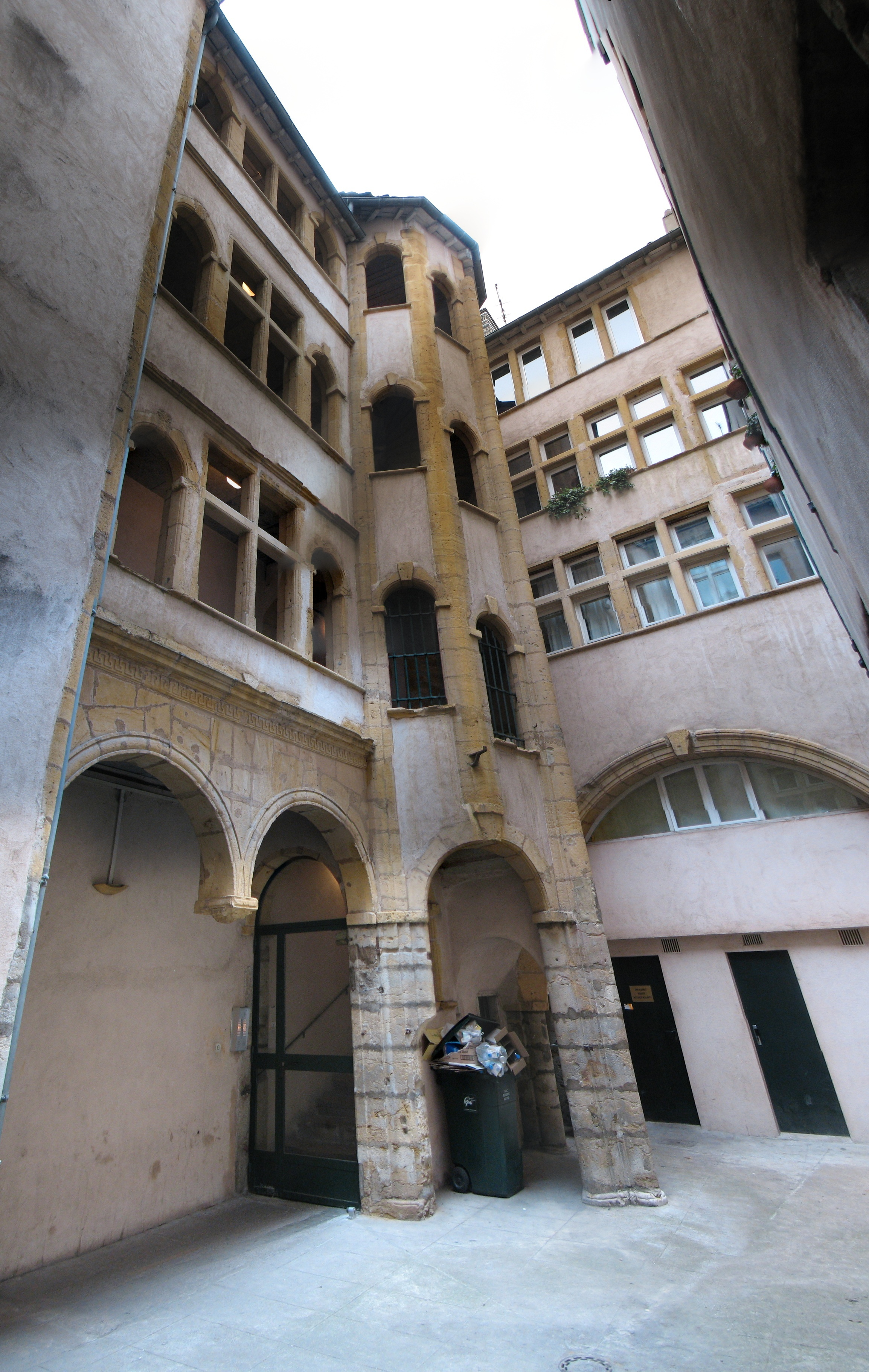
Une traboule typique.
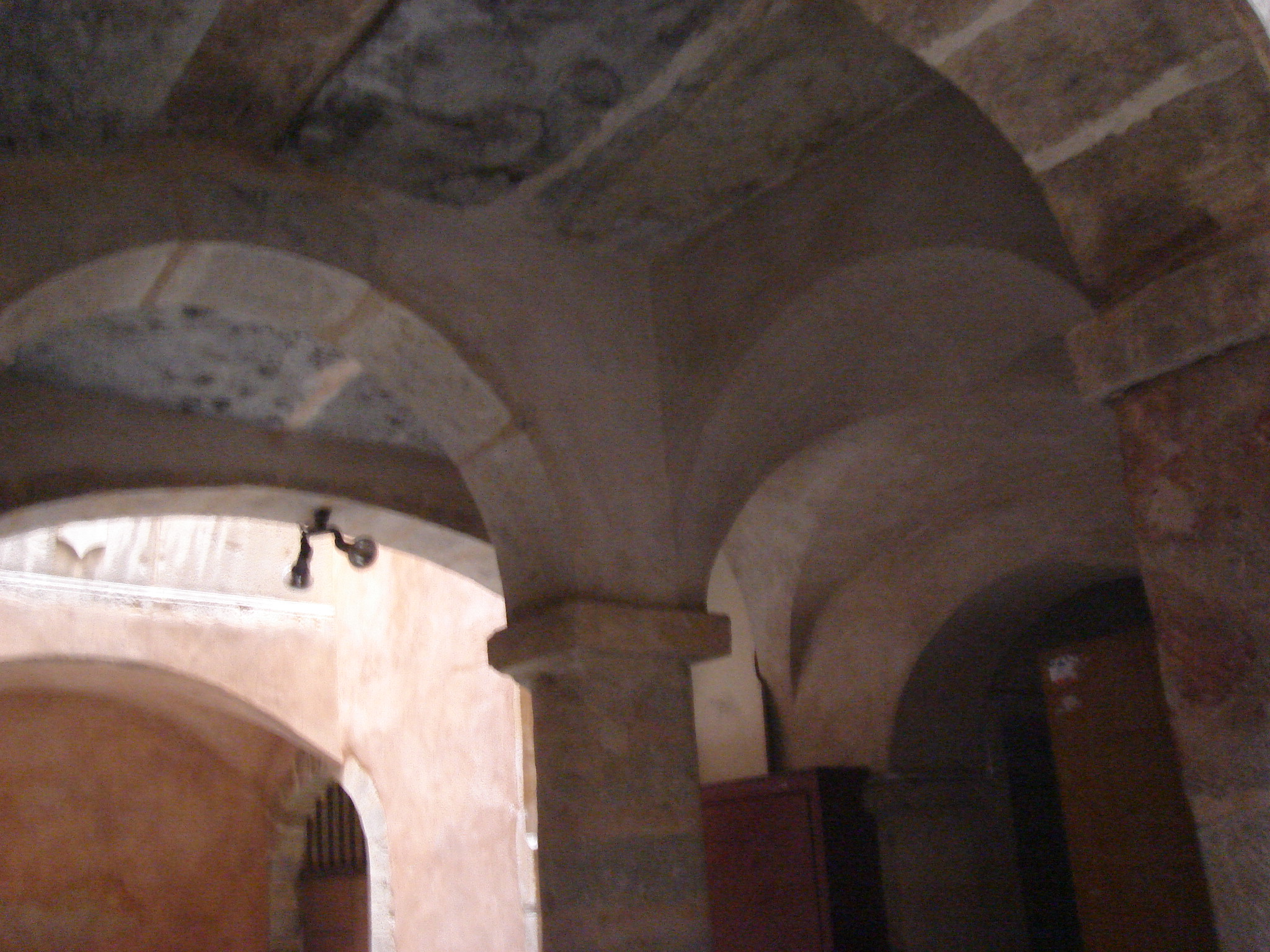
La longue traboule reliant les rues Saint-Jean et du Bœuf.
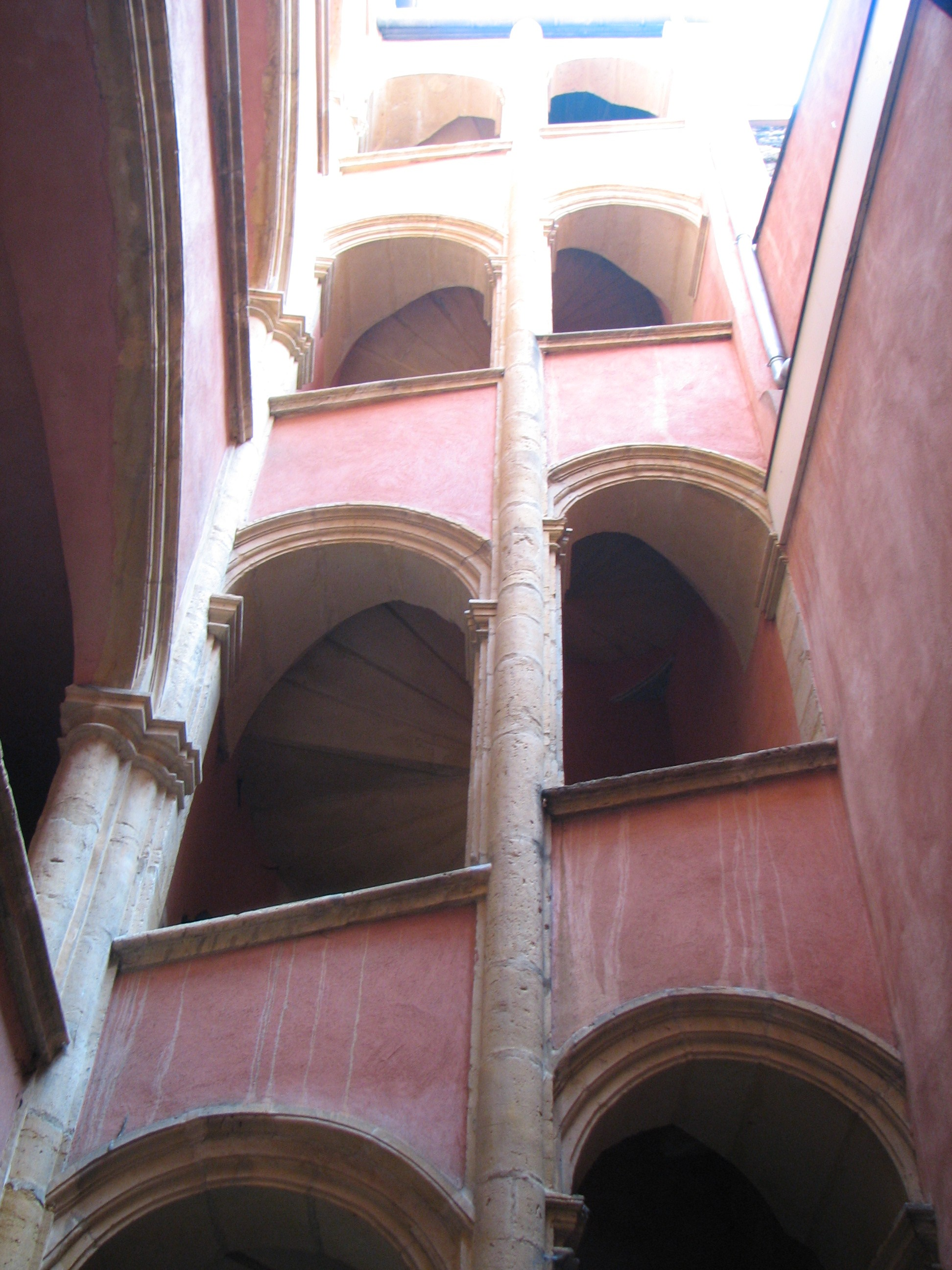
Traboule dans le Vieux-Lyon.
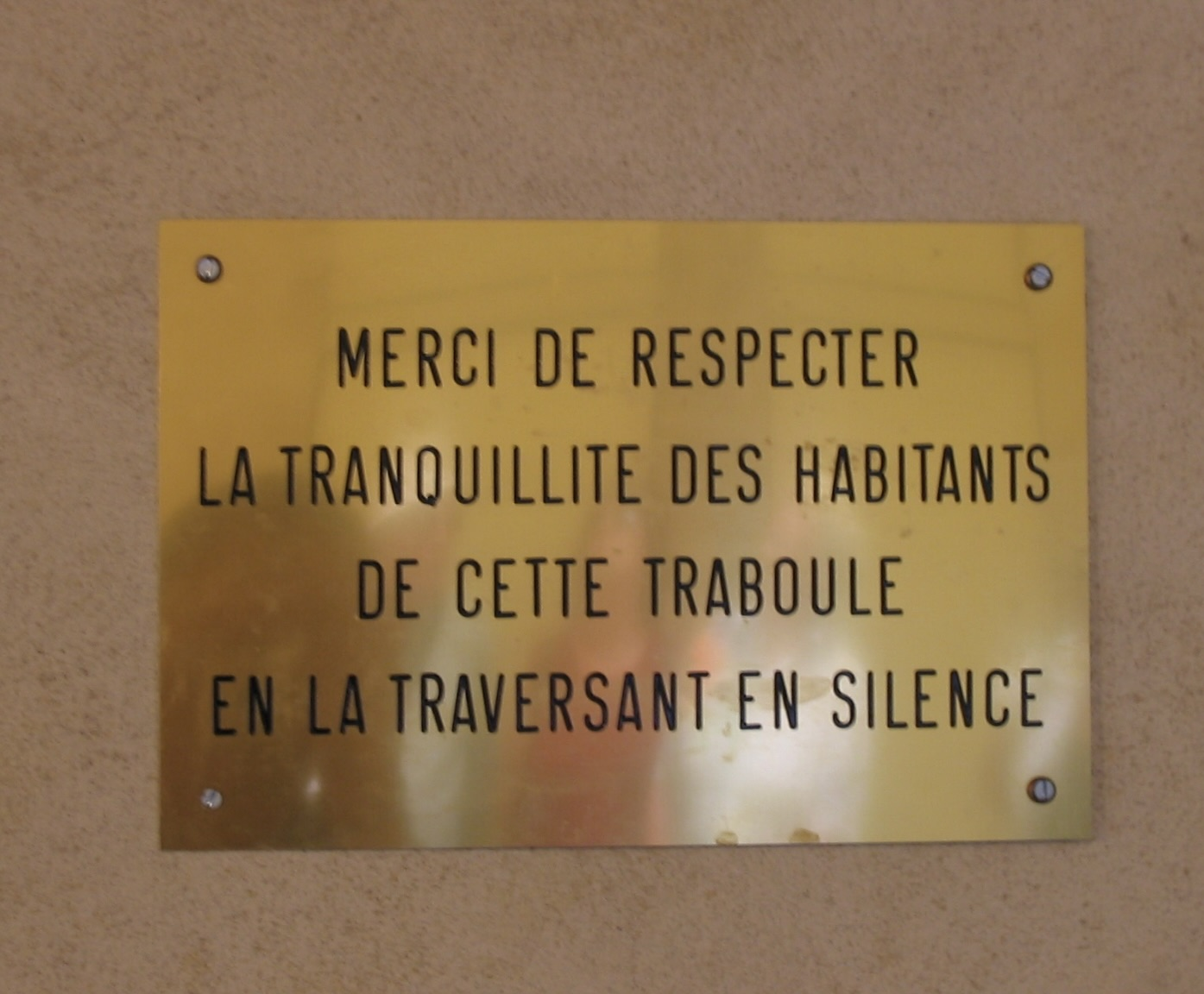
Un avertissement aux visiteurs.
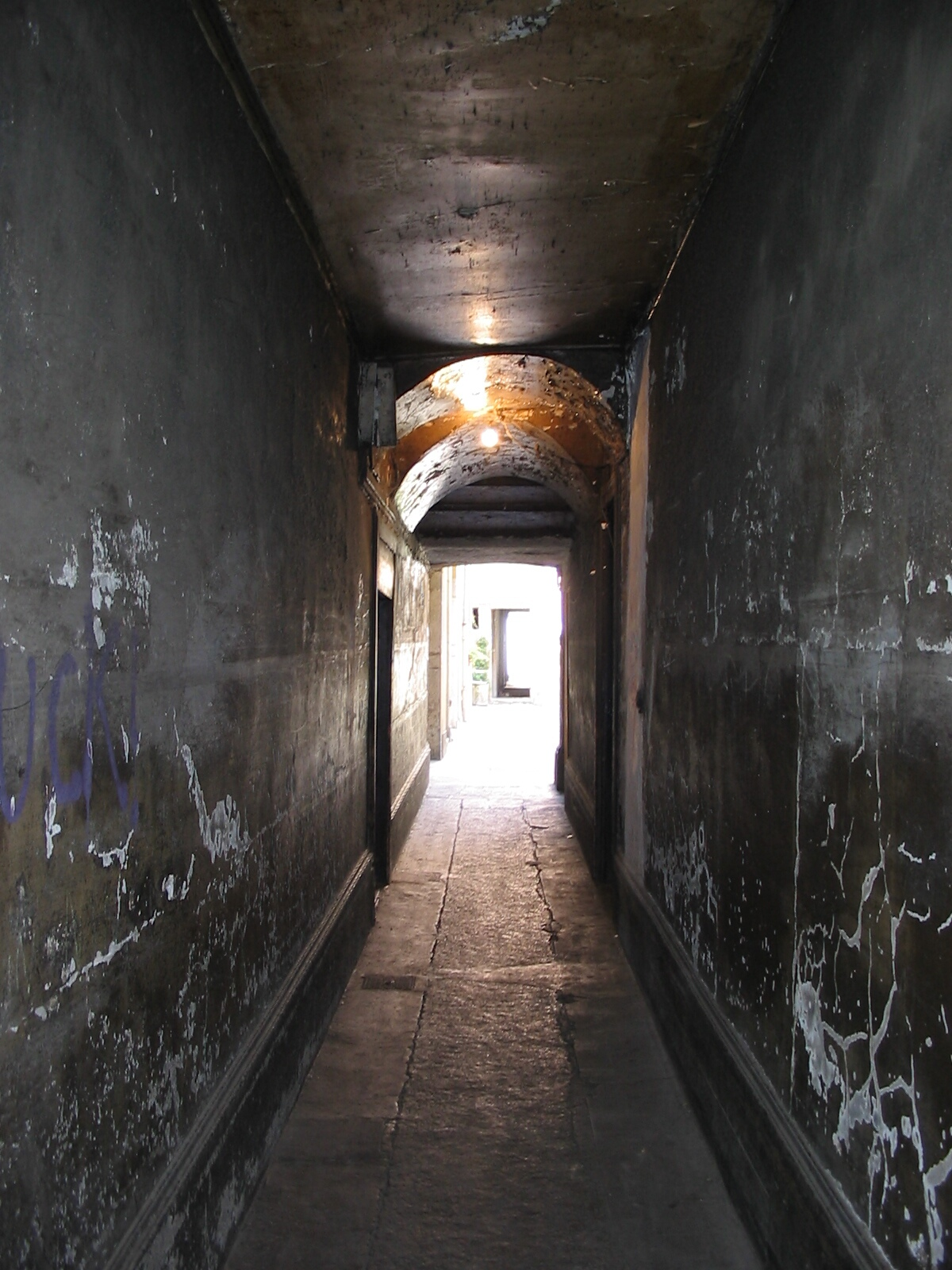
Traboule dans le Vieux-Lyon.
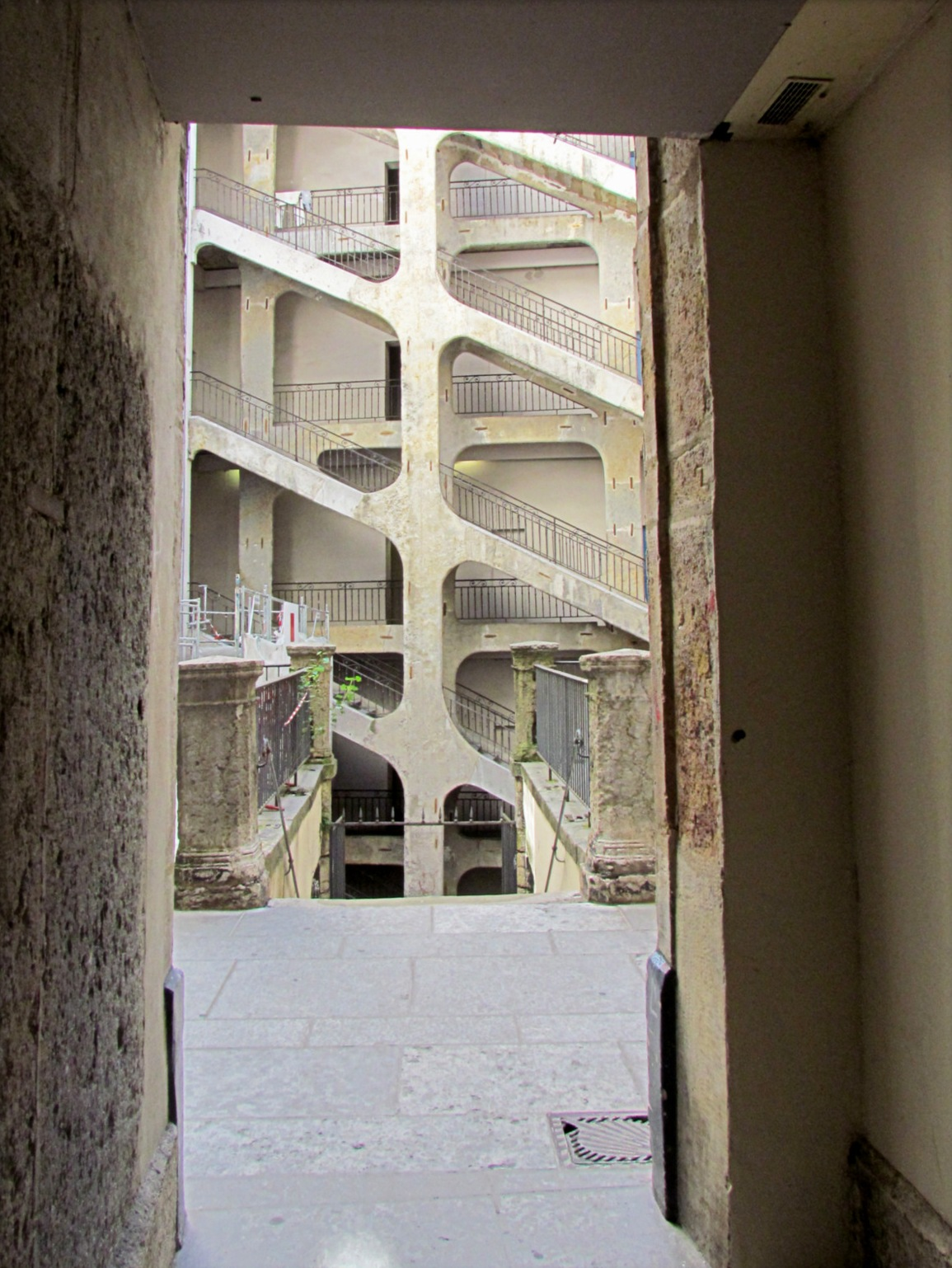
Traboule menant à la Cour des Voraces.

### Œuvres et cinéma
Les traboules de Lyon, en décors d’arrières plan, ont fait l'objet d'un tournage pour la série Draculi & Gandolfi de Guillaume Sanjorge.